# Ryszard Wincenty Berwiński

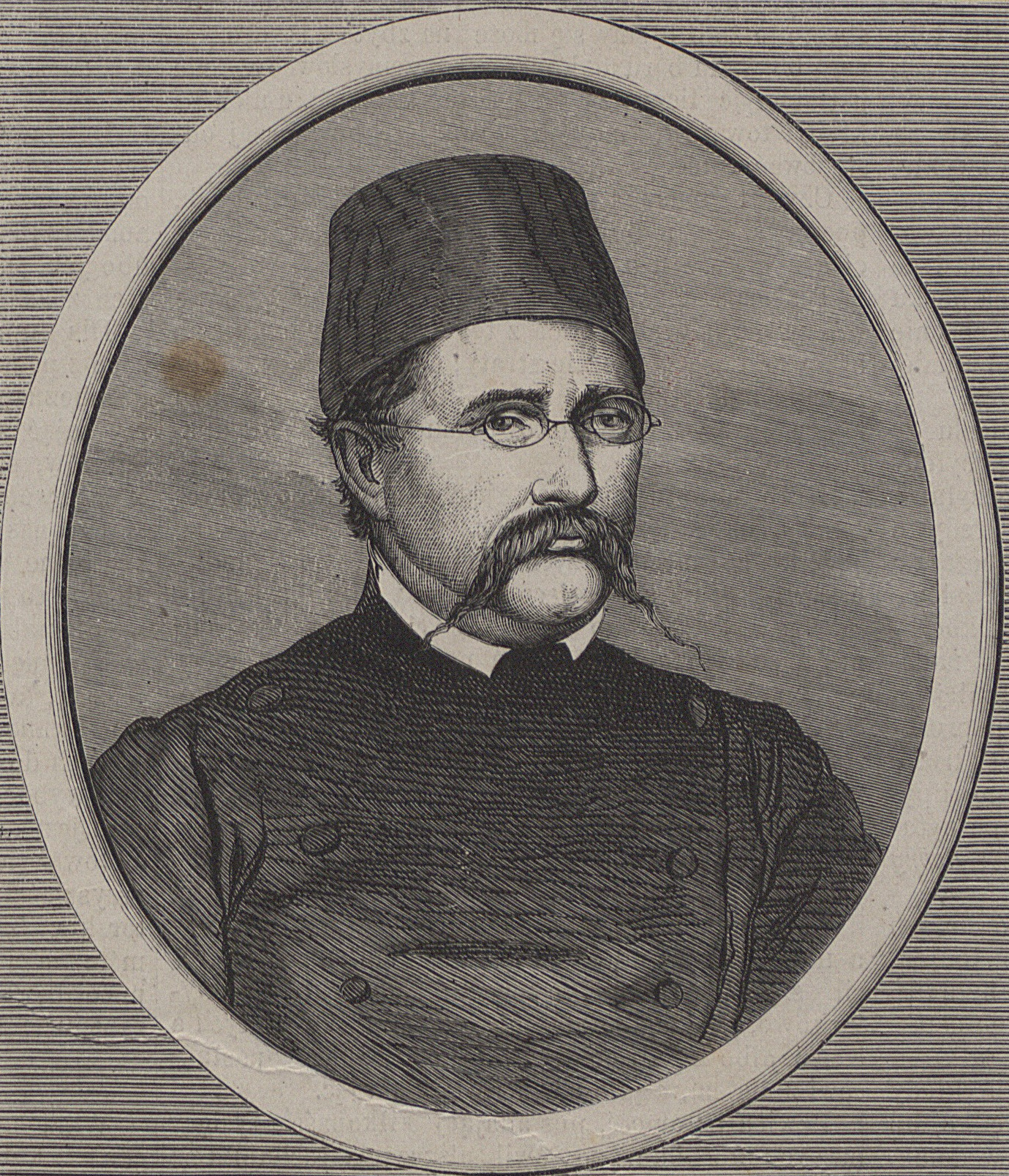
Berwiński

Ryszard Wincenty Berwiński (28 februari 1817, Poznań, Pruisen - 19 november 1879, Constantinopel, toen onderdeel van het Ottomaanse Rijk) was een Pools dichter, vertaler, folklorist en nationalist. Berwiński was tevens politiek en militair actief. Zo was hij van 1852 tot 1854 vertegenwoordiger in het Pruisische parlement en nam hij in 1855 deel aan een Pools-Turkse militaire expeditie.

## Werken van Berwiński
- O dwunastu rozbójnikach, 1838
- Bogunka na Gople, 1840
- Don Juan Poznański, 1842 (parodie op Don Juan van Lord Byron)

- Gemeinsame Normdatei: 118949098
- International Standard Name Identifier: 0000 0000 7149 5953
- Library of Congress Control Number: n85048939
- Nationale Bibliotheek van Tsjechië: ola2003196243
- Réseau des bibliothèques de Suisse occidentale: 02-A010182448
- Virtual International Authority File: 84995272
- WorldCat: E39PBJm9f47wmDW3DBFyfGXrv3